# Marcia Snyder
Pour les articles homonymes, voir Snyder.
Marcia Louise Snyder, parfois orthographié Snider, née le 13 mai 1907 et morte le 27 février 1976, est une dessinatrice de comic books et de dessins de presse. Elle travailla pour le Binder Studio, Timely Comics, Fawcett Comics et Fiction House au cours de l'âge d'or des comics.

## Biographie
Marcia Snyder est né à Kalamazoo, dans le Michigan, le 13 mai 1907. Elle est diplômée de la Western Normal High School en 1925.
Au début des années 1930, elle réalise des comic-strips pour des journaux chez King Features. Dans les années 1940, alors que les dessinateurs partent au combat, elle est engagée par Jerry Iger avec d'autres artistes féminines comme Ruth Atkinson, Fran Hopper ou Lily Renée. Le studio de Iger produit de nombreuses séries pour divers éditeurs.
En 1944, elle est engagée par Fiction House, un éditeur connu pour ses aventures de héros féminins, et son nom apparaît sur de nombreuses séries. Elle travaille sur des titres tels que Camilla, une fille de la jungle apparaissant dans Jungle Comics,. Elle fait partie à cette époque des tout premiers artistes de comics ouvertement queer. Elle s'habille comme un homme et vit dans le quartier de Greenwich Village avec sa petite amie, Mickey. Elle signe également ses œuvres de son propre prénom alors que ses collègues féminines utilisent un pseudonyme masculin ou plus neutre.
À la fin des années 70, elle est assistante sur le comics du détective Kerry Drake. Son rôle exact sur la série n'est pas clair.
La rumeur veut qu'elle se soit mariée tard dans la vie.
Elle est morte le 27 février 1976, à Fort Lauderdale, en Floride.